# フアン1世 (カスティーリャ王)
フアン1世（Juan I, 1358年7月20日 - 1390年10月9日）は、カスティーリャ王国トラスタマラ朝の国王（在位：1379年 - 1390年）。エンリケ2世（恩寵王）と王妃フアナ・マヌエルの子。

## 生涯
1375年、アラゴン王ペドロ4世の王女レオノールと最初の結婚をした。カスティーリャとレオンの王位を継承したエンリケ3世、母方からアラゴンとシチリアの王位を継承したフェルナンド1世は、レオノールとの間の子である。
1382年にレオノールが死去すると、同年のうちにポルトガル王フェルナンド1世の王女ベアトリスと再婚した。翌1383年、フェルナンド1世が死去すると、その娘婿である所以を理由にしてポルトガルに侵攻し、その領土支配と王位継承を目論んだ。しかし1385年、アルジュバロータの戦いでフェルナンド1世の庶弟に当たるジョアン1世（大王）の前に大敗を喫した。
このように連年のポルトガル侵攻を行なった結果、カスティーリャ王国の財政は多大な軍費で破綻し、軍も弱体化して王国の存亡が危ぶまれた上、かつて父エンリケ2世と王位を争ったペドロ1世（残虐王）の残党らによるクーデター計画まで発覚することとなる。これに対してフアン1世は、ペドロ1世の孫娘カタリナ（ランカスター公ジョン・オブ・ゴーントの娘キャサリン）を自身の王太子エンリケと結婚させることや、フランスの支援を得ることで持ち直した。
1390年、32歳で落馬事故により死去した。

## 子女
アラゴン王ペドロ4世の娘レオノールとの間に以下の子女がいる。
- エンリケ3世（1379年 - 1406年） - カスティーリャ王
- フェルナンド1世（1380年 - 1416年） - アラゴン王、バレンシア王、バルセロナ伯、およびシチリア王
- レオノール（1382年生）

ポルトガル王フェルナンド1世の娘ベアトリスとの間に以下の1男をもうけた。
- ミゲル（1384年 - 1385年）